# V/STOL

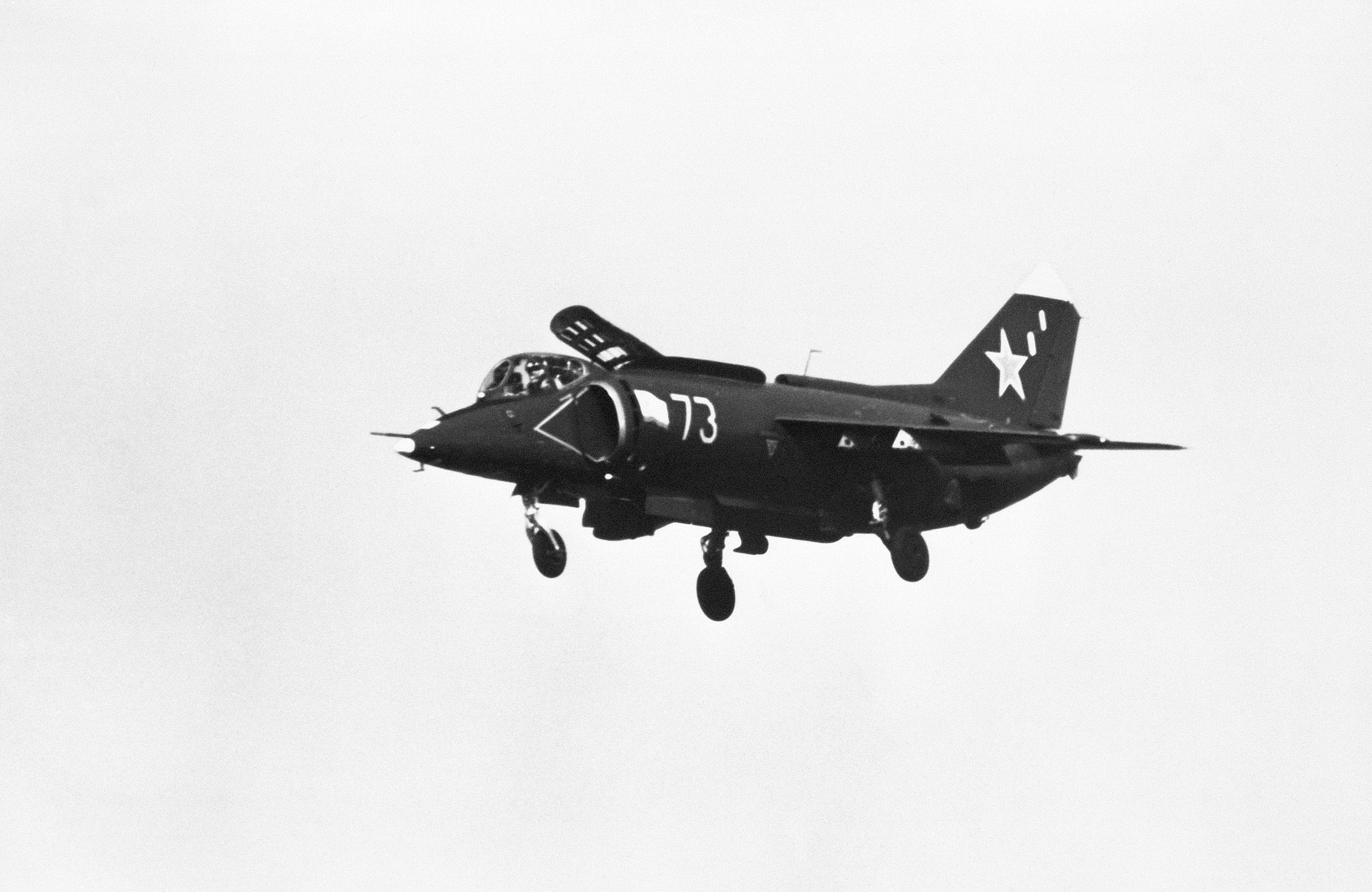
Jak–38 kiengedett futóművekkel

A V/STOL a Vertical and/or Short Take-Off and Landing rövidítése, amelyet rövid és/vagy függőleges fel- és leszállásra alkalmas repülőgépek jelzésére alkalmaznak. V/STOL technológiákkal már az 1950-es évektől kezdve kísérleteztek, ám a technológiai nehézségek gyakran kudarcra ítélték e programokat. Egy V/STOL repülőgépnek képesnek kell lennie az egy helyben való lebegésre; a helikopterekre általában nem alkalmazzák a V/STOL jelzést.
Az egyik leghíresebb V/STOL repülőgép a Harrier, amely ugyanakkor az egyetlen sikeresnek tekinthető ilyen jellegű jármű. A Jak–38-at szintén hadrendbe állították, de meleg időjárásban jelentős nehézségei támadtak, továbbá napjainkra már kivonták a forgalomból.
A V/STOL technológiát azért fejlesztették ki, hogy gyors sugárhajtású repülőgépeket lehessen indítani tisztásokról, nagyon rövid kifutópályákról és olyan kisméretű repülőgép-hordozókról, amelyekről korábban csak helikoptereket lehetett bevetni. A V/STOL gépeket a gyakorlatban STOVL gépekként üzemeltetik: egy rövid nekifutás után, néha rámpáról elrugaszkodva, száll fel a gép, mert ilyenkor nem kell annyi tolóerő, mint a tisztán függőleges felszálláshoz. Így a repülőgép is több üzemanyagot és fegyverzetet tud szállítani. A Harrier például teljes üzemanyag- és fegyverterheléssel képtelen a függőleges felszállásra.
A V/STOL repülőgépek közül a legújabb a 2011-ben hadrendbe álló F–35 Lightning II.